# NK Kustošija Zagreb
O NK Kustošija é um clube de futebol croata com sede em Zagreb. Foi fundado em 1929.
Na temporada 2019-20 a equipe sênior do clube participa do 2. HNL. O Kustošija também possui uma escolinha de futebol junto ao clube, onde vários filhos de croatas famosos treinaram devido à sua localização no centro de Zagreb.

## História
O Kustošija foi fundado como Metalac e jogou nas segundas ligas iugoslavas por partes das décadas de 40, 50 e 60.
O Kustošija participou da Copa da Croácia de 2013–14, vencendo seu jogo na rodada preliminar contra o Zagorec por 1–4 fora de casa, mas perdendo por 5–1 para o Hajduk Split na primeira rodada.
O Kustošija venceu a divisão central da 4. HNL em 2015-16, o que lhe valeu a promoção para a 3. HNL depois de passar vários anos em ligas mais baixas. A equipe passou da sexta divisão croata para a segunda divisão dentro de cinco anos depois que Vladimir Babić se tornou presidente.